# Kościół Świętej Trójcy i św. Wawrzyńca w Kraszewie
Kościół świętej Trójcy i świętego Wawrzyńca w Kraszewie – rzymskokatolicki kościół parafialny należący do parafii św. Zygmunta w Kraszewie (dekanat ciechanowski wschodni diecezji płockiej).

## Historia
Jest to świątynia wzniesiona na początku XVIII wieku. Ufundowana została przez rodzinę Modzelewskich. Świątynia została dostawiona do murowanej kaplicy pod wezwaniem Świętej Anny i zakrystii z 2 połowy XVI stulecia. Remontowana była w latach 1825, 1948 i 1973-1974 (wymieniono wówczas gonty na blachę i przebudowano stropy). W ściany kaplicy zostały wmurowane kule armatnie z czasów potopu szwedzkiego. 
Budowla jest drewniana, jednonawowa, wzniesiono ją w konstrukcji zrębowej. Kościół jest orientowany. Jego prezbiterium jest mniejsze w stosunku do nawy, zamknięte jest prostokątnie. Od frontu nawy jest usytuowana kruchta. Z boku nawy są dobudowane murowana gotycka kaplica i zakrystia ze skarbczykiem. Świątynię nakrywa dach dwukalenicowy, pokryty blachą z naczółkami z przodu i z tyłu. Nad środkową częścią nawy jest umieszczona ośmiokątna wieżyczka na sygnaturkę. Zwieńcza ją cebulasty blaszany dach hełmowy z latarnią. Wnętrze nakryte jest belkowym stropem płaskim obejmującym nawę i prezbiterium. Chór muzyczny jest podparty trzema słupami i charakteryzuje się prostą linii parapetu. Na chórze jest usytuowany prospekt organowy wzniesiony w 1970 przez Czesława Kruszewskiego. Podłoga jest w formie drewnianego parkietu. Ołtarz główny pochodzi z 1720 a ołtarz boczny z około 1700, obydwa reprezentują styl barokowy. Ambona w stylu barokowo- ludowym pochodzi z 1726. Konfesjonał powstał w XVIII wieku. Nagrobek drewniany Jana Franciszka Kucharskiego został wykonany w 1755 i jest ozdobiony leżącą figurą zmarłego.